# Fundulopanchax deltaensis
Fundulopanchax deltaensis är en fiskart som först beskrevs av Radda, 1976.  Fundulopanchax deltaensis ingår i släktet Fundulopanchax och familjen Nothobranchiidae. Inga underarter finns listade i Catalogue of Life.